# Campeonato Europeo de Hockey sobre Hierba Masculino de 1978
El III Campeonato Europeo de Hockey sobre Hierba Masculino se celebró en Hannover (Alemania Occidental), entre el 2 de septiembre y el 10 de septiembre de 1978, bajo la organización de la Federación Europea de Hockey (EHF).

## Grupos
| Grupo A             | Grupo B         |
| ------------------- | --------------- |
| Alemania Occidental | Checoslovaquia  |
| Escocia             | España          |
| Francia             | Gales           |
| Gibraltar           | Irlanda         |
| Inglaterra          | Países Bajos    |
| Polonia             | Unión Soviética |

## Fase preliminar

### Grupo A
| Equipo              | J | G | E | P | GF | GC | DG  | PTS |
| ------------------- | - | - | - | - | -- | -- | --- | --- |
| Inglaterra          | 5 | 4 | 1 | 0 | 21 | 2  | +19 | 9   |
| Alemania Occidental | 5 | 4 | 0 | 1 | 17 | 2  | +15 | 9   |
| Polonia             | 5 | 1 | 2 | 2 | 8  | 6  | +2  | 4   |
| Francia             | 5 | 2 | 0 | 3 | 7  | 17 | -10 | 4   |
| Escocia             | 5 | 1 | 1 | 3 | 5  | 10 | -5  | 3   |
| Gibraltar           | 5 | 0 | 1 | 4 | 3  | 24 | -21 | 1   |

- Encuentros disputados

| Fecha    | Partido             | Partido | Partido             | Resultado |
| -------- | ------------------- | ------- | ------------------- | --------- |
| 02.09.78 | Gibraltar           | -       | Escocia             | 0 - 2     |
| 02.09.78 | Inglaterra          | -       | Alemania Occidental | 1 - 1     |
| 02.09.78 | Francia             | -       | Polonia             | 0 - 5     |
| 03.09.78 | Alemania Occidental | -       | Escocia             | 3 - 0     |
| 03.09.78 | Inglaterra          | -       | Polonia             | 2 - 0     |
| 03.09.78 | Francia             | -       | Gibraltar           | 3 - 1     |
| ??.09.78 | Gibraltar           | -       | Polonia             | 1 - 1     |
| ??.09.78 | Alemania Occidental | -       | Francia             | 5 - 0     |
| ??.09.78 | Inglaterra          | -       | Escocia             | 2 - 0     |
| 06.09.78 | Inglaterra          | -       | Francia             | 4 - 0     |
| 06.09.78 | Polonia             | -       | Escocia             | 1 - 1     |
| 06.09.78 | Gibraltar           | -       | Alemania Occidental | 0 - 10    |
| 07.09.78 | Francia             | -       | Escocia             | 4 - 2     |
| 07.09.78 | Inglaterra          | -       | Gibraltar           | 8 - 1     |
| 07.09.78 | Polonia             | -       | Alemania Occidental | 1 - 2     |

### Grupo B
| Equipo          | J | G | E | P | GF | GC | DG  | PTS |
| --------------- | - | - | - | - | -- | -- | --- | --- |
| Países Bajos    | 5 | 4 | 1 | 0 | 19 | 8  | +11 | 9   |
| España          | 5 | 3 | 1 | 1 | 10 | 8  | +2  | 7   |
| Gales           | 5 | 2 | 2 | 1 | 8  | 9  | -1  | 6   |
| Irlanda         | 5 | 2 | 0 | 3 | 7  | 10 | -3  | 4   |
| Unión Soviética | 5 | 1 | 1 | 3 | 9  | 11 | -2  | 3   |
| Checoslovaquia  | 5 | 0 | 1 | 4 | 6  | 13 | -7  | 1   |

- Encuentros disputados

| Fecha    | Partido         | Partido | Partido         | Resultado |
| -------- | --------------- | ------- | --------------- | --------- |
| 02.09.78 | Checoslovaquia  | -       | Unión Soviética | 0 - 3     |
| 02.09.78 | Irlanda         | -       | Países Bajos    | 0 - 3     |
| 02.09.78 | Gales           | -       | España          | 0 - 3     |
| 03.09.78 | Gales           | -       | Checoslovaquia  | 1 - 0     |
| 03.09.78 | Irlanda         | -       | Unión Soviética | 3 - 2     |
| 03.09.78 | Países Bajos    | -       | España          | 6 - 3     |
| 04.09.78 | España          | -       | Unión Soviética | 1 - 0     |
| ??.09.78 | Gales           | -       | Países Bajos    | 2 - 2     |
| ??.09.78 | Irlanda         | -       | Checoslovaquia  | 3 - 2     |
| 06.09.78 | Países Bajos    | -       | Unión Soviética | 4 -1      |
| 06.09.78 | Checoslovaquia  | -       | España          | 2 - 2     |
| 06.09.78 | Irlanda         | -       | Gales           | 1 - 2     |
| 07.09.78 | Irlanda         | -       | España          | 0 - 1     |
| 07.09.78 | Unión Soviética | -       | Gales           | 3 - 3     |
| 07.09.78 | Países Bajos    | -       | Checoslovaquia  | 4 - 2     |

## Fase final
|  | Semifinales         | Semifinales  |   |               | Final               | Final |  |
|  |                     |              |   |               |                     |       |  |
|  |                     |              |   |               |                     |       |  |
|  | 9 / 9 / 1978        |              |   |               |                     |       |  |
|  | Alemania Occidental | 3            |   |               |                     |       |  |
|  | España              | 2            |   |               |                     |       |  |
|  |                     |              |   |               |                     |       |  |
|  |                     |              |   |               | 10 / 9 / 1978       |       |  |
|  |                     |              |   |               | Alemania Occidental | 3     |  |
|  |                     | Países Bajos | 2 |               |                     |       |  |
|  |                     |              |   |               |                     |       |  |
|  |                     |              |   |               |                     |       |  |
|  |                     |              |   |               | Tercer lugar        |       |  |
|  | 9 / 9 / 1978        | 9 / 9 / 1978 |   | 10 / 9 / 1978 | 10 / 9 / 1978       |       |  |
|  | Países Bajos        | 5            |   | España        | 0                   |       |  |
|  | Inglaterra          | 0            |   |               | Inglaterra          | 2     |  |

### Puestos 9.º a 12.º
| Fecha    | Partido         | Partido | Partido        | Resultado |
| -------- | --------------- | ------- | -------------- | --------- |
| 08.09.78 | Escocia         | -       | Checoslovaquia | 1 - 2     |
| 08.09.78 | Unión Soviética | -       | Gibraltar      | 1 - 0     |

### Puestos 5.º a 8.º
| Fecha    | Partido | Partido | Partido | Resultado |
| -------- | ------- | ------- | ------- | --------- |
| 09.09.78 | Polonia | -       | Irlanda | 2-1       |
| 09.09.78 | Gales   | -       | Francia | 3-2       |

### Semifinales
| Fecha    | Partido             | Partido | Partido    | Resultado |
| -------- | ------------------- | ------- | ---------- | --------- |
| 09.09.78 | Alemania Occidental | -       | España     | 3-2       |
| 09.09.78 | Países Bajos        | -       | Inglaterra | 5-0       |

### Undécimo Puesto
| Fecha    | Partido | Partido | Partido   | Resultado |
| -------- | ------- | ------- | --------- | --------- |
| 09.09.78 | Escocia | -       | Gibraltar | 2-1       |

### Noveno Puesto
| Fecha    | Partido        | Partido | Partido         | Resultado |
| -------- | -------------- | ------- | --------------- | --------- |
| 09.09.78 | Checoslovaquia | -       | Unión Soviética | 1-2       |

### Séptimo Puesto
| Fecha    | Partido | Partido | Partido | Resultado |
| -------- | ------- | ------- | ------- | --------- |
| 10.09.78 | Irlanda | -       | Francia | 1-3       |

### Quinto Puesto
| Fecha    | Partido | Partido | Partido | Resultado |
| -------- | ------- | ------- | ------- | --------- |
| 10.09.78 | Polonia | -       | Gales   | 4-1       |

### Tercer Puesto
| Fecha    | Partido | Partido | Partido    | Resultado |
| -------- | ------- | ------- | ---------- | --------- |
| 10.09.78 | España  | -       | Inglaterra | 0-2       |

### Final
| Fecha    | Partido             | Partido | Partido      | Resultado |
| -------- | ------------------- | ------- | ------------ | --------- |
| 10.09.78 | Alemania Occidental | -       | Países Bajos | 3-2       |

## Medallero
|                     |              |            |
| Alemania Occidental | Países Bajos | Inglaterra |

## Estadísticas

### Clasificación general
| 1. Alemania Occidental |
| 2. Países Bajos        |
| 3. Inglaterra          |
| 4. España              |
| 5. Polonia             |
| 6. Gales               |
| 7. Francia             |
| 8. Irlanda             |
| 9. Unión Soviética     |
| 10. Checoslovaquia     |
| 11. Escocia            |
| 12. Gibraltar          |